# Krauszów
Krauszów ist eine Ortschaft mit einem Schulzenamt der Landgemeinde Nowy Targ im Powiat Nowotarski der Woiwodschaft Kleinpolen in Polen.

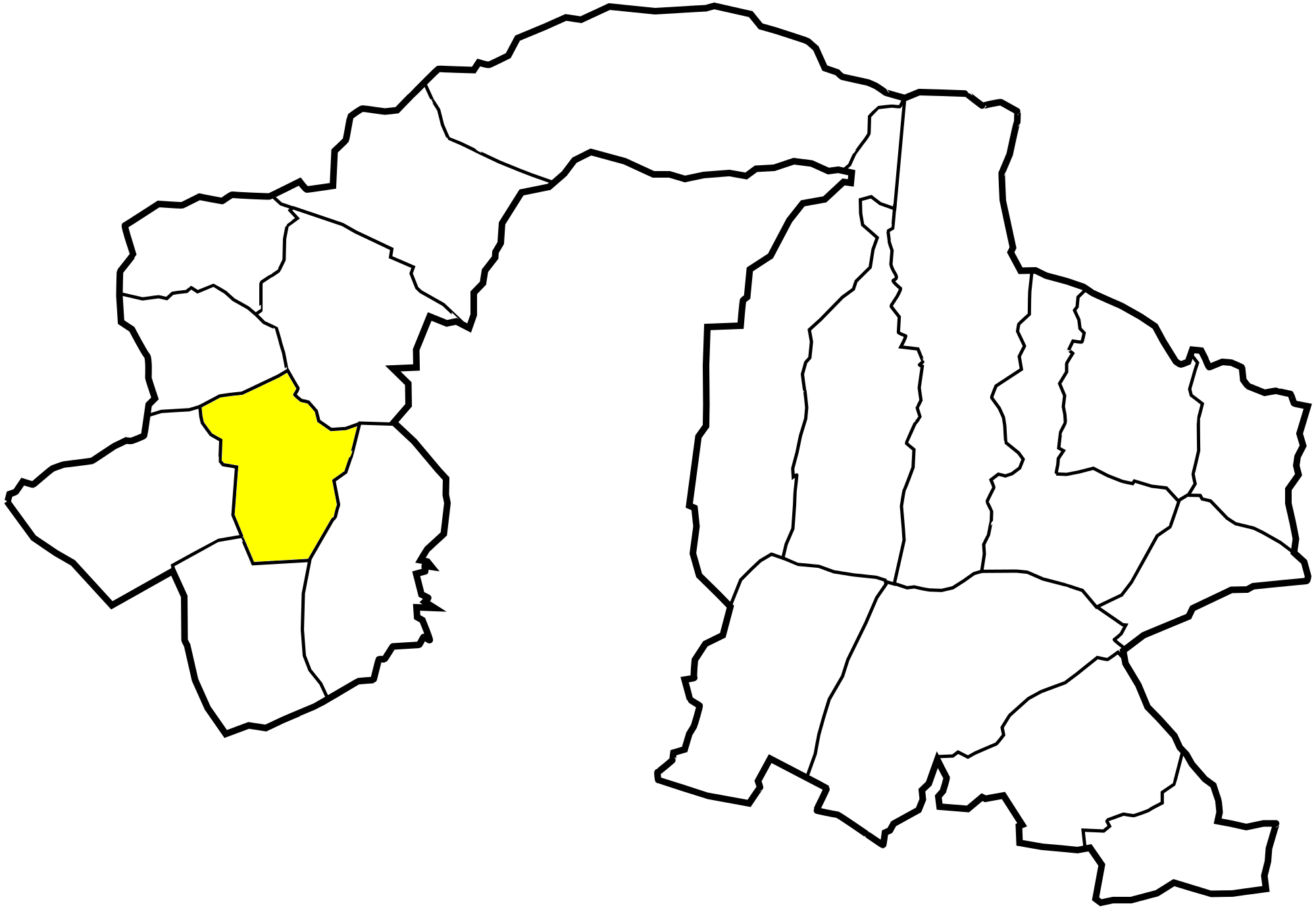
Dorf in der Gemeinde

## Geographie
Der Ort liegt am linken Ufer des Flusses Czarny Dunajec.

## Geschichte

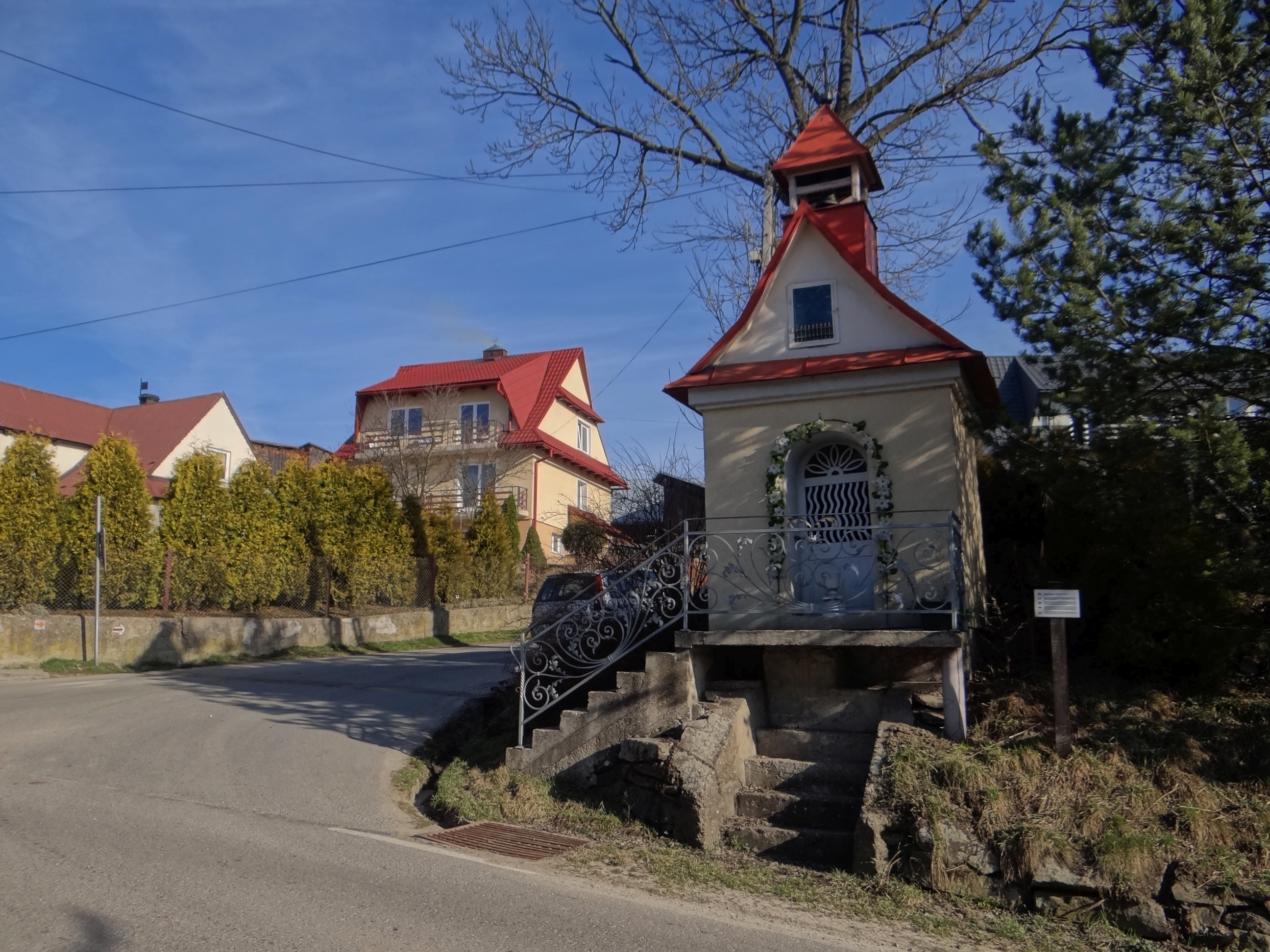
Krauszów

Der Ort wurde laut dem Gründungsprivileg des Klosters Szczyrzyc aus dem Jahr 1327 nach Neumarkter Recht auf 54 fränkischen Hufen in super longum Campum gegründet. Der Lokator und der erste Schulz war Paweł. Der Ortsname wurde 1333 als Krauszow (Abschrift aus dem 17. Jahrhundert) bzw. 1353 als Grabszhow erstmals erwähnt. Der besitzanzeigende Name ist vom Personennamen Kraus(z) abgeleitet. Er gehörte den Szczyrzycer Zisterziensern bis zu den Teilungen Polens.
Bei der ersten Teilung Polens kam das Dorf 1772 zum neuen Königreich Galizien und Lodomerien des habsburgischen Kaiserreichs (ab 1804).
1918, nach dem Ende des Ersten Weltkriegs und dem Zusammenbruch der k.u.k. Monarchie, kam Krauszów zu Polen. Unterbrochen wurde dies nur durch die Besetzung Polens durch die Wehrmacht im Zweiten Weltkrieg.
Von 1975 bis 1998 gehörte Krauszów zur Woiwodschaft Nowy Sącz.